# Giovanni Battista Rivellini
Giovanni Battista Rivellini (Vitulano, 10 gennaio 1732 – Brindisi, 23 dicembre 1795) è stato un arcivescovo cattolico italiano.

## Biografia
Ricevette l'ordinazione sacerdotale nel 1755 e divenne abate commendatario di Reino. Venne scelto come arcivescovo di Brindisi da Ferdinando I nell'agosto del 1778, e confermato dalla Santa Sede il 14 dicembre. Fu consacrato dal cardinale Giovanni Francesco Albani. Prese possesso dell'arcidiocesi nella Domenica delle palme.
Fra il 1780 e il 1793 si adoperò per la costruzione del nuovo campanile della cattedrale, che non venne perfezionato, per errori alla base commessi dall'architetto. Fece arredare gli interni della cattedrale, decorandola e dipingendo il soffitto. Dopo la sua morte fu sottratta la giurisdizione degli arcivescovi sui feudi nobili di San Pancrazio e San Donaci, e assegnati a governatori locali per volere del re.

## Genealogia episcopale
La genealogia episcopale è:
- Cardinale Scipione Rebiba
- Cardinale Giulio Antonio Santori
- Cardinale Girolamo Bernerio, O.P.
- Arcivescovo Galeazzo Sanvitale
- Cardinale Ludovico Ludovisi
- Cardinale Luigi Caetani
- Cardinale Ulderico Carpegna
- Cardinale Paluzzo Paluzzi Altieri degli Albertoni
- Papa Benedetto XIII
- Papa Benedetto XIV
- Papa Clemente XIII
- Cardinale Giovanni Francesco Albani
- Arcivescovo Giovanni Battista Rivellini